# Île aux Aigrettes
Île aux Aigrettes är en ö i Mauritius.   Den ligger i distriktet Grand Port, i den södra delen av landet, 40 km sydost om huvudstaden Port Louis. Arean är 0,31 kvadratkilometer. 1965 blev ön förklarad som naturreservat. Den är ett populärt turistmål. 

## Terräng och klimat
Terrängen på Île aux Aigrettes är platt. Öns högsta punkt är 16 meter över havet. Den sträcker sig 0,6 kilometer i nord-sydlig riktning, och 0,6 kilometer i öst-västlig riktning.

## Bildgalleri

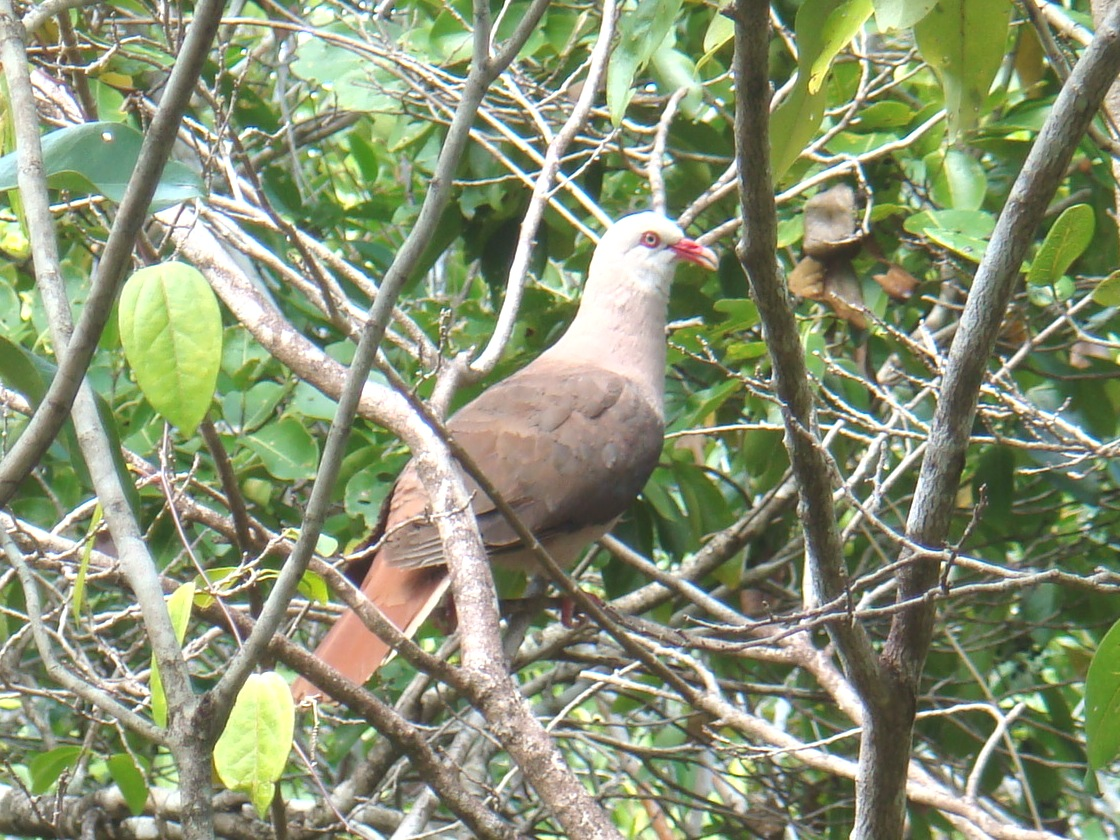
Rosenduva
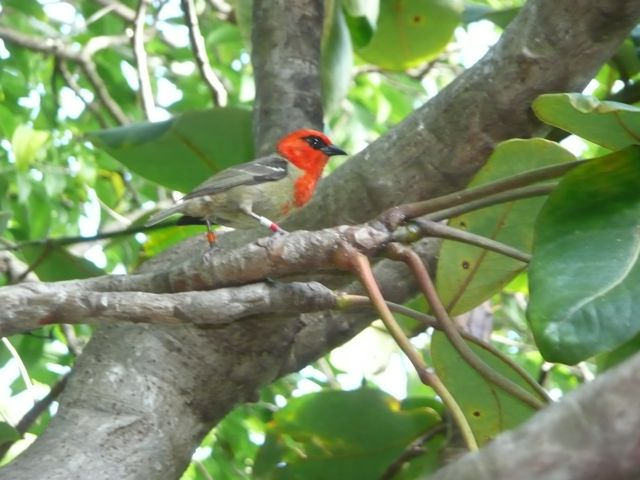
Mauritiusfody
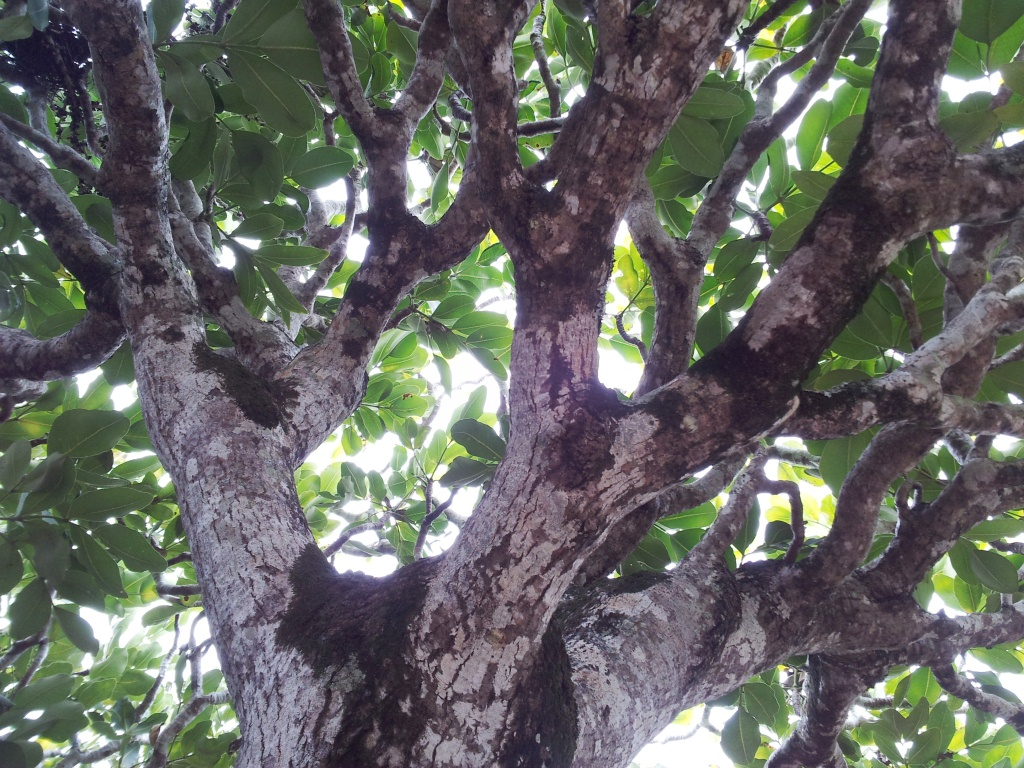
Polyscias maraisiana